# Простір T1
Простір {\displaystyle T_{1}} — топологічний простір, що задовольняє одній з найслабших аксіом відокремлюваності {\displaystyle T_{1}}. Іноді простори, що задовольняють цій умові також називаються просторами Фреше, але цей термін також використовується в інших значеннях.

## Визначення
Топологічний простір {\displaystyle X} називається простором {\displaystyle T_{1}}, якщо для будь-яких двох різних точок {\displaystyle x,y\in X} існує відкрита множина {\displaystyle U\subseteq X}, така що {\displaystyle x\in U} але  {\displaystyle y\notin U}.
Еквівалентно можна дати інші визначення, які разом дають основні властивості просторів:
- Простір {\displaystyle X} є простором {\displaystyle T_{1}} тоді і тільки тоді, коли кожна одноточкова підмножина в {\displaystyle X} є замкнутою.
- Простір {\displaystyle X} є простором {\displaystyle T_{1}} тоді і тільки тоді, коли кожна його скінченна підмножина є замкнутою.
- Простір {\displaystyle X} є простором {\displaystyle T_{1}} тоді і тільки тоді, коли кожна його коскінченна підмножина (доповнення до скінченної підмножини) є відкритою.
- Простір {\displaystyle X} є простором {\displaystyle T_{1}} тоді і тільки тоді, коли кожна його підмножина рівна перетину всіх відкритих підмножин, що її містять.
- Простір {\displaystyle X} є простором {\displaystyle T_{1}} тоді і тільки тоді, коли для кожної його підмножини S і кожної точки {\displaystyle x\in X\setminus S}, x є граничною точкою множини S якщо і тільки якщо довільний відкритий окіл точки x містить нескінченну кількість точок з множини S.

## Приклади і властивості
- Більшість типових прикладів топологічних просторів є просторами {\displaystyle T_{1}} і простори, що не є {\displaystyle T_{1}} вважаються "дуже патологічними". Прикладами просторів {\displaystyle T_{1}} є зокрема: простір дійсних чисел із звичайною топологією, евклідові простори і, в більш загальному випадку, метричні простору. Кожен дискретний простір є простором {\displaystyle T_{1}}; навпаки, кожен скінченний простір {\displaystyle T_{1}} є дискретним.
- Кожен гаусдорфів простір є простором {\displaystyle T_{1}}.
- Прикладом простору, що задовольняє аксіому {\displaystyle T_{1}}, але не є гаусдорфовим є множина дійсних чисел з топологією де відкритими множинами є доповнення скінченних множин, а також {\displaystyle \emptyset } і весь простір. Іншими важливими прикладами є топологія Зариського для алгебричних многовидів над алгебрично замкнутим полем, а також кокомпактна топологія на множині дійсних чисел.
- Кожен простір {\displaystyle T_{1}} є простором Т0 , проте є простори {\displaystyle T_{0}}, які не є просторами {\displaystyle T_{1}}. Наприклад, множина {\displaystyle X=\{a,b\}}  з топологією {\displaystyle \tau _{0}={\big \{}\emptyset ,X,\{a\}{\big \}}} є простором {\displaystyle T_{0}}, але не {\displaystyle T_{1}}. Іншим таким прикладом є топологія перекривних інтервалів. Також спектр кільця із топологією Зариського є простором {\displaystyle T_{0}} але в загальному випадку не є простором {\displaystyle T_{1}}.
- Підмножина простору {\displaystyle T_{1}} з індукованою топологією є простором {\displaystyle T_{1}}.
- Декартовий добуток просторів {\displaystyle T_{1}} теж є простором {\displaystyle T_{1}}.